# Konfucianism
Konfucianism (kinesiska: 儒家 rújiā) är en av Kinas tre klassiska religioner eller filosofier. Konfucianismen är i högsta grad en statsideologi, och starkt hierarkisk (till skillnad från daoismen och buddhismen). Konfucianismen lägger framförallt stor vikt vid de (vid instiftandet) traditionella kinesiska sederna, som anses viktiga för ett gott samhälle, en god moral, ett gott liv och god mat.  
Konfucianismens främste tänkare har efter dess blivit filosofen Kong Fuzi (孔夫子, "mästare Kong"), i väst känd som Konfucius, som levde och verkade runt 500-talet f.Kr.. Hans namn latiniserades av jesuiter (alternativa transkriberingar inkluderar Kon Fu-tse eller K'ung-fu-tzu med flera; han kallades även Kong Zi).

## De fem banden
En av de viktigaste idéerna i konfucianismen är den om de fem banden (五倫 wǔlún). Dessa är de olika typer av relationer eller förhållanden som anses finnas i och vara av grundläggande vikt för ett fungerande samhälle, förhållanden som står mellan över- och underordnade: 
- Furste och undersåte
- Man och kvinna
- Föräldrar och barn
- Äldre bror och yngre bror
- Äldre vän och yngre vän

Konfucianismen föreskriver levnadsregler för vart och ett av de fem banden; fursten skall vara god mot undersåtarna, vilka skall visa sin lojalitet mot fursten. Mannen skall visa kärlek mot hustrun, som skall visa lydnad till mannen. Fadern skall visa kärlek mot sonen, som skall visa vördnad mot fadern. Den äldre brodern skall visa välvilja mot den yngre brodern, som skall visa respekt mot den äldre brodern. Den äldre vännen skall visa trofast hänsyn mot den yngre vännen, som skall vara trofast och visa aktning för den äldre vännen. Denna ideologi återspeglar och har också i viss grad medverkat till att bevara Kina som ett hierarkiskt och inte minst patriarkalt samhälle.
Som synes handlar det i stor utsträckning om att båda parterna på sitt sätt skall bete sig väl mot varandra och konfucianismen går väldigt mycket efter balans i alla delar av livet och i samhället. Konungen skall vara god mot folket, och sträng, men inte grym. Är han grym, kommer inte folket att följa honom, och om han är för svag, kommer det att bli uppror. I konfucianismens idealland skall alla veta sin samhällsplats.

## Rituellt liv
Det finns speciella riter för hur man skulle bemöta varandra samt regler för hur personerna i de fem huvudrelationerna skall bemöta varandra. Fadern skulle bemöta sonen med välvilja och sonen skulle bemöta fadern med respekt. Fursten skulle behandla undersåten gott men undersåten skulle respektera fursten. Just den regeln följdes av kinesiska hovet men på senare tid har fokus på den riten flyttats så att den nästan bara handlar om hur undersåten ska bemöta fursten. Äldre brodern ska bemöta yngre brodern med välvilja och yngre brodern ska bemöta äldre brodern med respekt. 
Konfucianismen är väldigt familjeinriktad där dyrkan av förfäder och lojalitet mot familjen är stora delar av kinesisk kultur. De äldre männen i familjen är vanligtvis de som har mest respekt och mest att säga till om. 
Något konfucianismen medförde när den senare kom att bli statsideologi var att ämbetsmän skulle utbildas och studera de ortodoxa konfucianska skrifterna, som Vår- och höstannalerna, Dokumentens bok, Riternas bok, Sångernas bok och Förvandlingens bok, som berättade myter om delar av Kinas historia. Ett annat viktigt bidrag till kinesisk statsfilosofi som konfucianismen först motsatte sig, men senare anammade, var införandet av meritokrati i stället för aristokrati. Idén att statstjänstemän skulle väljas till sina jobb genom att vara dugliga, och inte för att man fötts i en viss ställning, lånade man från sina idag ganska bortglömda tidiga motståndare, mohisterna.

## Heliga skrifter
Beroende på dynasti har konfucianismen erkänt mellan fem och tretton "klassiker" som ansetts innehålla Konfucius lära:
- Dokumentens bok
- Förvandlingarnas bok
- Sångernas bok
- Riternas bok
- Riter och ceremonier
- Zhous riter
- Vår och höst, med Zuos kommentar
- Vår och höst, med Gongyangs kommentar
- Vår och höst, med Guliangs kommentar
- Konfucius samtal
- Mencius
- Boken om den sonliga dygden
- Er ya

Ovanstående lista följer den ordning som används i De tretton klassikerna - med kommentarer och anmärkningar (Shisan Jing Zhu Shu 十三經注疏), den kejserliga standardversionen från 1798 som de flesta moderna utgåvor bygger på. Sammanlagt omfattar klassikerna ungefär 640,000 kinesiska tecken (ord), något kortare än Bibeln (740,000 ord).

## Inflytande
Förutom i Kina har konfucianismen varit inflytelserik i Korea, Japan (där den påverkat shinto) och Vietnam.
Konfucianismen är ett tankesätt som har präglat Kina och andra asiatiska länder i ungefär tvåtusenfemhundra år (mest Kina). Många av länderna präglas än idag av konfucianismen .